# 木戸神社
木戸神社（きどじんじゃ）は、山口県山口市糸米に所在する神社。祭神は木戸孝允。山口市の桜名所として知られる。

## 由緒
明治10年（1877年）、木戸孝允は死に臨んで「糸米村にある木戸家の旧宅・山林を糸米村へ寄付し、村民の学資に充当する」旨の遺言を残した。孝允の死後、長男の木戸正二郎は遺言に従って、遺産である旧宅・山林を山口県への寄託を通じて糸米村へ寄付した。糸米村は旧宅・山林を公債証書へ転換し、その利子をもって村民子弟の学費に充てた。
村民は孝允の遺徳に報いるため、孝允旧宅の地に祠を建立し、明治19年（1886年）に孝允を讃える「木戸公恩徳碑」が同地に建てられた。この祠を中心として木戸神社が創建された。

## 行事等
木戸孝允奉賛会と西糸米町内会の運営により、毎年4月に春季例大祭（木戸孝允公奉賛春祭・勧学祭）が行なわれている。少年剣道大会（木戸孝允公春祭奉納剣道大会）のほか、子ども神輿、献吟、子供相撲などの奉納行事が催される。
木戸神社には、額束を3つ持つ非常に珍しい形態の鳥居がある。境内には約100本の吉野桜が植えられており、山口市の桜名所となっている。また、近隣の木戸公園はもみじの名所として知られている。
境内には鴻ノ峰への登山口もある。

## 交通アクセス
- 国道9号
- 山口駅から徒歩35分